# WalterCon
WalterCon é conferência norte-americana  do usuário e do desenvolvedor do Haiku Sistema Operacional. Ecoa BeGeistert em Europa, embora essa conferência funcionasse para significativamente mais por muito tempo.
O primeiro WalterCon foi prendido dentro Columbo, Ohio em 2004, o segundo foi prendido dentro Las Vegas, dentro 2005, e a terceira conferência foi prendida dentro Orlando, Florida em 2006.
O nome vem de um injoke baseado em torno do Dia de 1 de Abril mensagem no Web site do OpenBeOS que indica que o nome  Walter The Operating System tinha sido escolhido substituir OpenBeOS. Este gracejo foi suportado - acima com um Domain Name, e projetado profissionalmente logo para Walter OS.